# Риманова зета-функција
Риманова зета-функција {\displaystyle \zeta (s)} је без сумње најважнија функција Теорије Бројева, због своје везе са расподелом простих бројева. Основно питање о ζ-функцији, Риманова хипотеза, и поред огромних напора и данас остаје неодговорено.

## Дефиниција
Риманова зета-функција {\displaystyle \zeta (s)} дефинисана је за комплексне бројеве s у полуравни {\displaystyle \Re (s)>1} као 
а затим се аналитички продужује на целу комплексну раван до функције холоморфне свуда осим у {\displaystyle s=1}, где има прост пол са остатком 1.

## Веза са расподелом простих бројева
Веза ζ-функције са расподелом простих бројева остварује се преко Ојлеровог идентитета 
где се производ врши по свим простим бројевима p. Ојлеров идентитет аналитички изражава Основну Теорему Аритметике, која говори да се сваки природан број може једнозначно разложити на производ простих бројева. И заиста, према формули за збир геометријског реда, 
Ако бисмо дакле помножили {\displaystyle {\frac {1}{1-p^{-s}}}} и {\displaystyle {\frac {1}{1-q^{-s}}}}, добили бисмо збир свих могућих сабирака облика {\displaystyle {\frac {1}{p^{ks}}}{\frac {1}{q^{ls}}}}; ако пак извршимо производ по свим простим бројевима, добићемо да је {\displaystyle \prod _{p}{\frac {1}{1-p^{-s}}}} једнак збиру свих могућих разломака облика 
Али Основна Теорема Аритметике нам управо каже да ћемо међу изразима овог облика наћи сваки {\displaystyle {\frac {1}{n^{s}}}} тачно једном; то и јесте потпун доказ Ојлеровог идентитета (осим техничких детаља у вези конвергенције свих израза).
Коришћењем Ојлеровог идентитета, број простих бројева у датом интервалу (на пример, не већих од неког задатог x) може се изразити као подесни контурни интеграл логаритамског извода 
 где log означава природни логаритам. Контурни интеграл се затим рачуна применом Кошијеве теореме у Комплексној анализи, за шта је потребно знање о половима интегранда, дакле о нулама од {\displaystyle \zeta (s)}. Конкретно, може се доказати експлицитна формула 
 сумирање је по свим нетривијалним комплексним нулама зета-функције. Ако се подсетимо да је {\displaystyle |x^{\rho }|=x^{\Re (\rho )}}, где је {\displaystyle 0<\Re (\rho )<1}, видимо да је у горњој формули први члан x „главни“ (највећи), док су трећи и четврти ограничени; тако да је расподела простих бројева контролисана другим чланом, дакле положајем нула зета-функције.

## Својства
ζ-функција задовољава функционалну једначину 
где Γ означава гама-функцију. Како је према горњем Ојлеровом производу ζ-функција без нула и сингуларитета у полуравни {\displaystyle \Re (s)>1}, из функционалне једначине следи да она у области {\displaystyle \Re (s)<0} има једино "тривијалне" нуле {\displaystyle s=-2,-4,-6,\ldots }, које одговарају половима Γ-функције. Познато је и да ζ-функција нема других реалних нула, нити нула на правој {\displaystyle \Re (s)=1} (па дакле ни {\displaystyle \Re (s)=0}); ово друго тврђење је еквивалентно Теореми о простим бројевима. Нуле у критичном појасу {\displaystyle 0<\Re (s)<1} називају се, сасвим пригодно, нетривијалним. ζ-функција има бесконачно много нетривијалних нула, за које се традиционално користи ознака {\displaystyle \rho =\beta +i\gamma }; њихов број у области {\displaystyle 0<\beta <1}, {\displaystyle |\gamma |\leq T} дат је следећом Риман-фон Манголдтовом формулом:
Из дефиниције и функционалне једначине се лако види да су нуле ζ-функције симетричне у односу на реалну осу и праву {\displaystyle \Re (s)=1/2}. Риманова хипотеза је тврђење да све нетривијалне нуле заправо леже на критичној правој {\displaystyle \Re (s)=1/2}, дакле да је за све њих {\displaystyle \beta =1/2}.

Ни данас није познато чак ни да ли β може бити произвољно близу 1. Доказано је да све нетривијалне нуле ζ-функције леже у области 
да „скоро све“ леже у области {\displaystyle |\beta -{\frac {1}{2}}|<{\frac {\Phi (\gamma )}{\log \gamma }}} (где је Φ произвољна функција таква да {\displaystyle \Phi (\gamma )\to \infty }), те да бар 40% лежи на критичној правој {\displaystyle \beta =1/2}. (Види приложену слику.) За више детаља о положају нула ζ-функције, види чланак о Римановој хипотези.

У околини тачке {\displaystyle s=1}, ζ-функција има Лоранов развој 
 где је γ Ојлерова константа, а {\displaystyle \gamma _{n}} су такозване Стилтјесове константе.
За вредности {\displaystyle \zeta (2n)} имамо експлицитну формулу 
 где су {\displaystyle B_{2n}} Бернулијеви бројеви. Тако је, на пример, {\displaystyle \zeta (2)=\pi ^{2}/6}, {\displaystyle \zeta (4)=\pi ^{4}/90}, итд. Како је број π трансцендентан, то су и сви бројеви {\displaystyle \zeta (2n)} трансцендентни, дакле и ирационални. Аналогно питање за вредности {\displaystyle \zeta (2n+1)} је много теже, и није позната ниједна слична формула. Данас знамо да је {\displaystyle \zeta (3)} ирационалан број, те да је бесконачно много бројева {\displaystyle \zeta (2n+1)} ирационално, међу њима бар један од {\displaystyle \zeta (5)}, {\displaystyle \zeta (7)}, {\displaystyle \zeta (9)} и {\displaystyle \zeta (11)}.
Од изузетног значаја је и питање величине {\displaystyle \zeta (s)}.

Пуна ζ-функција је Мелинова трансформација Јакобијеве тета-функције {\displaystyle \theta (x)=\sum _{n\in {\mathbb {Z} }}e^{-n^{2}\pi x}}: 
У светлу ове релације, функционална једначина ζ-функције је одраз модуларности θ-функције. ζ-функција се појављује и у константном члану Фуријеовог развоја Ајзенштајновог реда пуне модуларне групе {\displaystyle \mathrm {SL} _{2}{\mathbb {Z} }}, одакле се такође може видети њена функционална једначина и нека друга својства.

## Историјат
Ред којим се дефинише ζ-функција посматрао је за реалне {\displaystyle s>1} још Леонард Ојлер. Њему је било познато да је чињеница да хармонијски ред {\displaystyle \sum _{n=1}^{\infty }{\frac {1}{n}}} дивергира (то је ред који се добија формалним уврштавањем {\displaystyle s=1} у дефиницију) еквивалентна теореми да је простих бројева бесконачно много. Ојлер је даље доказао да већ ред {\displaystyle \sum _{p}{\frac {1}{p}}} дивергира, и израчунао вредности {\displaystyle \zeta (2n)}. Међутим тек нам је Бернард Риман показао како зета-функцију треба посматрати као функцију комплексне променљиве. Риману дугујемо и аналитичко продужење, функционалну једначину и, наравно, саму Риманову хипотезу. У свом мемоару О броју простих бројева испод задате величине (Über der Anzahl der Primzahlen unter einer gegebenen Größe) из 1859, свом једином раду у Теорији Бројева, Риман једноставно констатује да нула на критичној правој има „отприлике“ исто колико и свих нула заједно, и да је „врло вероватно“ да су на тој правој заправо све нетривијалне нуле. ("Man findet in der Tat etwa so viel reelle Wurzeln innerhalb dieser Grenzen, und es ist sehr wahrscheinlich, daß alle Wurzeln reell sind.") Овим кратким, уистину ванвременским, радом Бернард Риман је основао Аналитичку Теорију Бројева.
Одсуство нула на правој {\displaystyle \Re (s)=1}, а тиме и Теорему о простим бројевима, доказали су 1896, независно један од другог, Адамар и Ла-Вале Пусен. Најбољи до сада познати резултат о области без нула зета-функције доказао је 1937 Виноградов.

## Уопштења
Л-функције, веома широко уопштење класичне Риманове зета-функције, једна су од основних тема модерне Теорије Бројева. Види и Хурвицова ζ-функција, Дирихелова Л-функција, Дедекиндова ζ-функција, Хекеова Л-функција.